# Vlăhița
Vlăhița (deutsch Wlachendorf, ungarisch Szentegyháza) ist eine Kleinstadt im Kreis Harghita in Siebenbürgen, Rumänien. 

## Geographische Lage
Vlăhița liegt an der Nationalstraße DN13 etwa in der Mitte Rumäniens am Westabhang des Harghita-Gebirges, eines Teils der Ostkarpaten. Die Kreishauptstadt Miercurea Ciuc befindet sich etwa 20 km östlich.

## Geschichte
Vlăhița wurde 1301 erstmals urkundlich erwähnt. Die Bewohner des Ortes lebten von der Viehzucht, von der Forstwirtschaft und von der Holzverarbeitung. Außerdem lag das Dorf etwa an der Mitte einer Handelsstraße zwischen den Städten Miercurea Ciuc und Odorheiu Secuiesc und verdiente am Handel. Im 19. Jahrhundert begann in der Umgebung die Förderung von Eisenerz; in Vlăhița entstanden metallurgische Betriebe.
Bis 1918 gehörte der Ort im Szeklerland – der ursprünglich Oláhfalu hieß – zum Königreich Ungarn, zum Fürstentum Siebenbürgen bzw. zu Österreich-Ungarn. Nach dem Ersten Weltkrieg kam er zu Rumänien, von 1940 bis 1944 infolge des Zweiten Wiener Schiedsspruches vorübergehend wieder zu Ungarn. 1968 wurde Vlăhița zur Stadt erklärt.
Die wichtigsten Wirtschaftszweige sind die Metall- und die Holzverarbeitung sowie der Handel.

## Bevölkerung
1850 lebten auf dem Gebiet der heutigen Stadt 1651 Personen, darunter 1547 Ungarn, 54 Rumänen, 33 Roma und fünf Deutsche. Bei der Volkszählung 2002 wohnten in Vlăhița 7042 Einwohner, darunter 6960 Ungarn und 79 Rumänen. 6824  waren in Vlăhița selbst registriert, 218 in den beiden eingemeindeten Ortschaften.

## Sehenswürdigkeiten
- Reste einer römischen Festung (2. Jahrhundert) im Ortsteil Băile Homorod
- alte Schmiede (1860)
- Narzissenwiese am Stadtrand
- touristisches Zentrum Băile Homorod